# Jan Lipiński
Jan Lipiński (ur. 17 października 1918 w Warszawie , zm. 1 lutego 2016 tamże) – polski działacz podziemia niepodległościowego w czasie II wojny światowej, ekonomista.

## Życiorys
Jego rodzicami byli Edward Lipiński, ekonomista, działacz społeczny i uczestnik opozycji w PRL oraz Janina z domu Zybert. W 1936 ukończył Gimnazjum Towarzystwa
Szkoły Mazowieckiej w Warszawie i otrzymał świadectwo dojrzałości. Po ukończeniu gimnazjum rozpoczął studia w Szkole Głównej Handlowej (SGH) w Warszawie i na Wydziale Prawno-Ekonomicznym Uniwersytetu Poznańskiego . W latach 1938–1939 był członkiem zespołu redakcyjnego, wydającego dwutygodnik „Orka na Ugorze” .
W 1939, w pierwszych miesiącach okupacji niemieckiej był jednym ze współzałożycieli Polskiej Ludowej Akcji Niepodległościowej. W latach 1941–1943 uczęszczał w Warszawie do Miejskiej Szkoły Handlowej (M.S.H.), gdzie jego ojciec, Edward Lipiński był rektorem i w zakonspirowanej formie przerabiano program studiów SGH. W latach 1943–1944 należał do Armii Krajowej, służąc w Wojskowej Służbie Ochrony Powstania. W marcu 1944 został aresztowany przez Gestapo  i osadzony jako więzień nr 35851 w niemieckim obozie koncentracyjnym KL Stutthof. Został oswobodzony w kwietniu 1945 .
Po zakończeniu II wojny światowej, w grudniu 1945 rozpoczął pracę na stanowisku asystenta w SGH, kontynuując studia na tej uczelni. W 1946 ukończył studia w zakresie ekonomii i otrzymał tytuł magistra. Od 1946 pracował w SGH na stanowisku starszego asystenta. W 1948 został w SGH adiunktem przy Katedrze Ekonomii Politycznej profesora Aleksego Wakara, a następnie przy Katedrze Gospodarki Planowej profesora Jana Drewnowskiego. W latach 1950–1957 był zastępcą profesora w Wyższej Szkole Ekonomicznej w Łodzi, gdzie prowadził wykłady i ćwiczenia z przedmiotu „finanse i kredyt”. W 1954 został na tej uczelni kierownikiem Katedry Finansów i Kredytu. W marcu 1957 nadano mu tytuł naukowy docenta. W latach 1957–1966 był docentem w Katedrze Planowania i Polityki Ekonomicznej Szkoły Głównej Planowania i Statystyki (SGPiS), którą kierował od 1961 do 1989, kiedy przeszedł na emeryturę .
W 1966 otrzymał tytuł naukowy profesora nadzwyczajnego nauk ekonomicznych . Od 1967 pracował dodatkowo w Instytucie Planowania przy Komisji Planowania. W okresie od maja 1970 do maja 1971 wykładał w Paryżu na Uniwersytecie Dauphine, jako profesor kontraktowy (fr. professeur associé). W latach 1973–1975 pracował w Algierii jako ekspert ekonomiczny Organizacji Narodów Zjednoczonych (ONZ) .
W czerwcu 1979 otrzymał tytuł naukowy profesora zwyczajnego . W kwietniu 1982 został powołany przez Prezesa Rady Ministrów w skład 26-osobowej Konsultacyjnej Rady Gospodarczej pod przewodnictwem prof. Czesława Bobrowskiego i był jej aktywnym członkiem do 1989, a od 1983 należał do jej prezydium . W latach 1990–1991 był członkiem Rady Ekonomicznej przy Radzie Ministrów . W latach 1995–2006 był członkiem Rady Strategii Społeczno-Gospodarczej .
W latach 1966–2007 był członkiem Komitetu Nauk Ekonomicznych Polskiej Akademii Nauk, a w latach 1981–1984 był przewodniczącym komitetu. Przez wiele lat był członkiem Rady Naukowej Instytutu Nauk Ekonomicznych przy PAN .
Od 1946 był członkiem Polskiego Towarzystwa Ekonomicznego (PTE). W latach 1967–1969 był przewodniczącym sekcji teorii ekonomii przy oddziale warszawskim. W 1989 został wybrany na przewodniczącego Rady Głównej PTE, przekształconej później w Radę Naukową. Był przewodniczącym Rady Naukowej PTE do 2001. Otrzymał Złotą Odznakę Honorową PTE z Wieńcem i był członkiem kapituły tego odznaczenia .
Był pierwszym po wojnie sekretarzem redakcji Ekonomisty. Przygotował wydanie pierwszego numeru powojennego. W latach 1957–1970 był członkiem komitetu redakcyjnego, a przez wiele lat był przewodniczącym Rady Programowej tego czasopisma .
Był przewodniczącym Rady Naukowej Instytutu Rozwoju i Studiów Strategicznych.
W 2001 Prezydent Rzeczypospolitej Polskiej Aleksander Kwaśniewski odznaczył go Krzyżem Komandorskim Orderu Odrodzenia Polski za wybitne zasługi dla rozwoju nauk ekonomicznych.

## Życie prywatne
Jego żoną była Janina, z domu Kasprzycka (1920–2011), córka Jana Kazimierza Kasprzyckiego (1895–1981). Z tego małżeństwa miał córkę Barbarę.

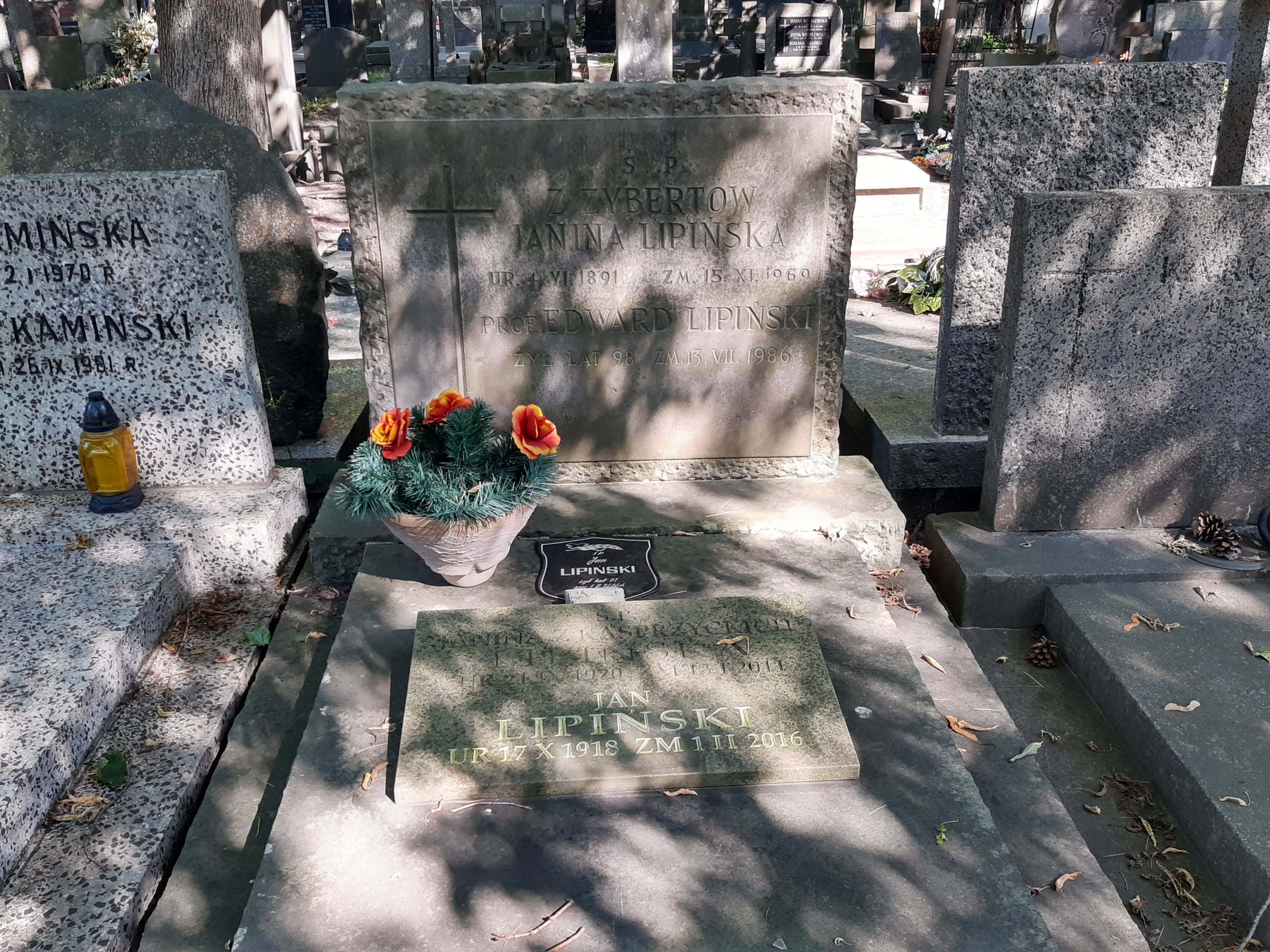
Grób profesorów Edwarda i Jana Lipińskich na Starych Powązkach

Po uroczystościach pogrzebowych, które odbyły się 5 lutego 2016 w kościele św. Karola Boromeusza na Powązkach, został pochowany obok rodziców i żony, w grobie na cmentarzu Powązkowskim w Warszawie (kwatera a-2-12).

## Wybrana bibliografia autorska
- Studia z teorii i polityki cen (Państ. Wyd. Ekonomiczne, Warszawa, 1977)
- O procesach recesji i inflacji w latach 1990–1991 (Instytut Rozwoju i Studiów Strategicznych, Warszawa, 1997)
- Średniookresowa perspektywa polityki finansowej a równowaga makroekonomiczna (Instytut Finansów Wyższej Szkoły Ubezpieczeń i Bankowości, Warszawa, 2001; ISBN 83-87065-29-3)